# Kwara United
Kwara United FC este un club de fotbal din Nigeria, fondat în 1997, își are sediul în orașul Ilorin. În prezent echipa concurează în prima ligă, primul eșalon al fotbalului nigerian.